# Josef Slavík (projektant)
Josef Slavík (* 2. září 1966 Frýdlant) je projektantem skokanských můstků, mezinárodním rozhodčím a technickým delegátem pro skok na lyžích. Je to jeden ze zakladatelů veřejné sbírky na záchranu skokanských můstků v Harrachově. Od roku 2020 je též předsedou Lyžařského a turistického Bucharova klubu, který vlastní 75 % areálu skokanských můstků v Harrachově.
Je rovněž spoluautorem publikace „Naše skokanské můstky“.

## Skoky na lyžích
Josef Slavík se narodil z dvojčat. Už od malička byli s jeho bratrem Stanislavem vedeni ke sportu. Jejich otec Horst byl a stále je se svým bratrem Wolfgangem dlouholetým funkcionářem skoku na lyžích. Josef i Stanislav už od malička skákal na lyžích. Nebyli tak úspěšní, a tak museli ve svých 18 letech skončit se závoděním. Nadále však u skoku pomáhali a dokonce skákali i za veterány. Postupně se od šlapačů vypracovali na vrchol a kolem roku 2000 převzali od jejich otce a strýce hlavní funkce na Světových pohárech, ale i Mistrovství světa v letech na lyžích. Josef studoval v oboru stavebnictví. Tomuto oboru se věnuje celý život. Je také v subkomisi FIS pro projektování skokanských můstků. V ČR i v zahraničí projektoval spoustu skokanských můstků. On sám za svůj největší projektantský úspěch považuje projekt na rekonstrukci Mamutího můstku v Harrachově po roce 2000.

## Záchrana skokanských můstků
Skokanské můstky v Harrachově zažily svou největší slávu na přelomu 20. a 21. století. Poslední závody na mamutím můstku zde konaly v roce 2014, v areálu středních skokanských můstků v roce 2018. Josef Slavík, Stanislav Slavík a Karel Dolejší se rozhodli s tím něco dělat a založili veřejnou sbírku na záchranu skokanských můstků v Harrachově, kde vybrali přes 600 000 korun. Tato sbírka zásluhou polského novináře Pawla Skorba běží i v Polsku. Původně si tito pánové chtěli pronajmout areál středních skokanských můstků, ale to jim současný majitel neumožňoval. Pak přišel ČOV s návrhem převodu jejich podílu na Lyžařský a turistický Bucharův klub. Na přelomu roku 2019/2020 podíl převedli. To byl další krok pro záchranu a L.T.B.K. od té doby vlastní 75 % areálu. Můstky byly provizorně zrekonstruovány a následně se na nich odskákalo několik závodů. Vrcholem sezony měl být Mezinárodní závod ve skoku na lyžích 14. března 2020, který musel být kvůli pandemii covidu-19 zrušen. Měl to být závod na počest 100 let skoků na Čerťáku 1920–2020.